# Christine Magnuson
Christine Magnuson (ur. 17 października 1985 w Tinley Park) – amerykańska pływaczka, dwukrotna wicemistrzyni olimpijska.
Specjalizuje się w stylu motylkowym. Startowała podczas igrzysk olimpijskich w Pekinie zdobywając dwukrotnie srebrny medal, co jest jej największym osiągnięciem.

## Osiągnięcia

### Igrzyska olimpijskie
| Olimpiada  | Data             | Konkurencja               | Rezultat    | Miejsce |
| ---------- | ---------------- | ------------------------- | ----------- | ------- |
| Pekin 2008 | 11 sierpnia 2008 | 100 m stylem motylkowym   | 57,10 s     |         |
| Pekin 2008 | 17 sierpnia 2008 | 4 x 100 m stylem zmiennym | 3.53,30 min |         |